# Batalla de Torreblanca
La batalla de Torreblanca fou un dels episodis de la primera guerra carlina

## Antecedents
En el front d'Aragó i el Maestrat, l'execució del líder carlí Manuel Carnicer va ocasionar l'assumpció del comandament d'aquest front per Ramon Cabrera. A la primavera de 1836, aquest ja comandava 6.000 homes i 250 cavalls que operaven a l'entorn de Cantavella, que va fortificar i es va convertir en el centre d'operacions, amb una presó, fàbrica d'artilleria i dos hospitals.
Cabrera es va afegir a l'Expedició Gómez per intentar prendre Madrid, deixant afeblit el Maestrat, i un cop superat el període de paralització de l'exèrcit causat pel Motí de la Granja de San Ildefonso, es va nomenar Evaristo San Miguel com a comandant de l'exèrcit del Centre,
Cantavella, en absència de Cabrera, estava defensada en aquell moment pel governador militar carlista Magí Miquel, que contava només amb un batalló, una patrulla i la Companyia d'Artillería. i tot i els esforços de José María Arévalo, Evaristo San Miguel, Cantavella fou presa el 31 d'octubre de 1836. Els 200 defensors, en clara inferioritat numèrica, quan va començar el foc d'artilleria es van refugiar en el fort exterior, i d'allà van intentar fugir pels barrancs per reunir-se amb la força de socors, però foren abatuts per les tropes liberals, i els presoners van obrir les portes de la ciutat als seus alliberadors.
Privats els carlins del Maestrat de la seva capital i fàbrica d'artilleria, Arévalo s'enfrontà a nombroses desercions fins que el 9 de gener de 1837 Ramon Cabrera, encara recuperant-se de les ferides, es presentà a Rubielos de Mora, recomposà les tropes i la moral, i llençà un atac en dues columnes, comandades per Cabrera i Lluís Llangostera i Casadevall sobre les hortes de Castelló, que es van reunir a Castelló i afusellà un destacament liberal a Pla del Pou, de retorn als Ports feren nit a Orpesa i es dirigiren el 20 de gener a Torreblanca.
Emilio Borso di Carminati, cap de la brigada auxiliar, al front de 3.000 portuguesos sortí s'Alcalà de Xivert i prengué a Torreblanca i durant la nit va ordenar la construcció de barricades.

## Batalla
El 21 de gener, Ramon Cabrera,encara recuperant-se de les ferides rebudes a Arévalo de la Sierra, ordenà llangostera encapçalar l'atac, i a Pertegaz i a Pons l'atac obre posicions clau, aconseguint fer fugir l'enemic, i Cabrera ordenà la reserva carregar sobre els fugitius, però en ser ferit Cabrera van aturar la persecució.

## Conseqüències
Els carlins es van retirar fins a Les Coves de Vinromà i van arribar a La Sénia el Emilio Borso di Carminati es va refugiar a Torreblanca i quan es va sentir segur va marxar cap a Vinaròs, i va renunciar al comandament de la brigada.
Llangostera derrotà els liberals en febrer a Bunyol i en març a Burjassot, arribant en una incursió fins a Oriola i el cúmul de derrotes cristines va causar la substitució de Evaristo San Miguel per Marcelino de Oraá Lecumberri com a comandant de l'exèrcit del Centre.
Cantavella fou recuperada per Juan Cabañero y Esponera en 24 d'abril de 1837, quan la seva guarnició es va rendir, i poc després prengué Sant Mateu. Un cop capturada Morella pels carlins en gener de 1838, en estar completament emmurallada es va convertir en la capital carlina i s'hi van traslladar les instal·lacions de Cantavella.